# Država
Držáva je geografsko območje in neodvisna politična enota s svojo lastno vladavino, zakoni, pogosto tudi z ustavo, policijo, oboroženimi silami, davčnimi pravili in prebivalstvom. Nekaterim državam, kot so Slovenija, Francija in Izrael, rečemo nacionalne države, ker v njih prevladuje en narod. Druge države, kot so Švica, Španija in Združeno kraljestvo, so večnacionalne (poli- ali multietnične) države, ker se prebivalstvo deli na več narodov. Kljub temu se nekatere od njih imajo za nacionalne države.
Včasih se tudi upravni deli držav z določeno kulturo ali zgodovino imenujejo »dežele« ali »države«; tako se, denimo, imenujejo sestavne enote ZDA ali Anglija, Škotska in Wales v Združenem kraljestvu, čeprav so to praktično sestavni deli (mednarodno priznane) večje države.

## Klasifikacija držav
- glede na obliko vladavine (monarhija, republika)
- glede na obliko državne oblasti (parlamentarna, predsedniška, skupščinska)
- glede na obliko političnega sistema (demokratična, avtokratična)
- glede na obliko državne ureditve (unitarna država, federacija)